# Коршун, Юрий Юрьевич
Юрий Юрьевич Коршун (9 июня 1907, Харьков — 1 июля 1979, Северодвинск) — советский актёр театра и кино, режиссёр. Заслуженный артист РСФСР (1959).

## Биография
Родился 9 июня 1907 года в Харькове Российской империи.
В 1935 году первым театром в котором служил Ю. Коршун, являлся МХАТ 2-й, следующим — Театр имени Моссовета (1938–1939), позже в качестве главного режиссёра работал в Уссурийском городском драматическом театре, потом в качестве актёра и режиссёра в Бурятском русском театре драмы, а также в Ярославском театре имени Ф. Волкова (1949–1954; 1963–1965), в Чувашском театре города Чебоксары. С 1966 года по 1970 год являлся актёром и главным режиссёром Северодвинского театра драмы. С 1971–1976 год Юрий Юрьевич работал в доме культуры предприятия «Звёздочка», в котором руководил народным театром «Сезам».
По мимо театральной актёрской и режиссёрской деятельности, снялся в трёх советских фильмах. В 1942 году сыграл роль Василия Иванова, раненого в фильме «Актриса», в этом же году снялся в роли полковника в фильме «Боевой киносборник «Наши девушки»». В 1943 году снялся в роли партизана-дезертира в фильме «Она защищает Родину».
Скончался 1 июля 1979 года в Северодвинске Архангельской области. Похоронен на Ваганьковском кладбище в Москве. Предположительно, источники могли ошибиться с городом, в котором ушёл из жизни артист, так как некрополистами была найдена его могила в Москве, а везти тело из Северодвинска в Москву, чтобы захоронить, смысла не было[значимость факта?].

#### Личная жизнь
- Был женат на Тамаре Георгиевне Жуковской (в замужестве — Коршун), которая являлась заслуженной артисткой Бурятской АССР (1959)[1][2].

## Творчество

### Фильмография
- 1942 — Актриса — Василий Иванов, раненый
- 1942 — Боевой киносборник «Наши девушки» — полковник
- 1943 — Она защищает Родину — партизан-дезертир

### Театральные роли

#### Театр драмы имени Ф. Г. Волкова[1]
Николаев — «Незабываемый 1919-й» Вс. Вишневского
Костылев — «На дне» М. Горького
Троеруков — «Сомов и другие» М. Горького
Лошкарёв — «Третья молодость» братьев Тур
Эйнштейн — «Физики» Ф. Дюрренматта
Томилин — «Хочу верить» И. Голосовского
Сиверс — «Фёдор Волков» Н. Севера
Джон Стэннард — «Мятеж неизвестных» Г. Боровика
Везиров — «Глубокая разведка» А. Крона

### Режиссёрские постановки

#### Театр драмы имени Ф. Г. Волкова[1]
«Доходное место» А.Н. Островского. Премьера 16 декабря 1949 г.
«Голос Америки» Б. Лавренева. Премьера – 30 апреля 1950 г.
«Настя Колосова» В. Овечкина. Премьера – 23 мая 1950 г.
«Двенадцатая ночь» У. Шекспира. Премьера – 12 декабря 1950 г.
«Украденное счастье» И. Франко. Премьера – 6 апреля 1951 г.
«На дне» М. Горького. Премьера – 23 ноября 1951 г.
«Вей, ветерок!» Я. Райниса. Премьера – 11 декабря 1951 г.
«Отелло» У. Шекспира. Премьера – 3 июня 1952 г.
«Новые времена» Г. Мдивани. Премьера – 5 октября 1952 г.
«Поздняя любовь» А.Н. Островского. Премьера – 30 декабря 1952 г.
«Твоё личное дело» Е. Успенской и Л. Ошанина. Премьера – 4 апреля 1953 г.
«Третья молодость» братьев Тур. Премьера – 20 мая 1953 г.
«Завтра будет нашим» по роману П. Абрахамсона «Тропою грома». Премьера 15 июня 1953 г.
«Живой труп» Л.Н. Толстого. Премьера – 9 сентября 1953 г.
«Не называя фамилий» В. Минко. Премьера – 18 января 1954 г.
«Дочь прокурора» Ю. Яновского. Премьера – 20 апреля 1954 г.
«Физики» Ф. Дюрренматта . Премьера – 19 февраля 1963 г.
«День отдыха» В. Катаева. Премьера – 31 марта 1963 г.
«Мнимый больной» Ж.-Б. Мольера. Премьера – 4 октября 1963 г.
«Мятеж неизвестных» Г. Боровика. Премьера – 22 января 1964 г.
«Платон Кречет» А. Корнейчука. Премьера – 12 апреля 1964 г.
«Глубокая разведка» А. Крона. Премьера – 7 ноября 1964 г.
«Рома в космосе и дома» Б. Рабкина. Премьера – 30 декабря 1964 г.
«Семья Плахова» В. Шаврина. Премьера – 18 апреля  1965 г.

#### Северодвинский театр драмы[1]
«Покушение на Прометея» В. Усланова
«Рома в космосе и дома» Б. Рабкина
«Василиса Мелентьева» А.Н. Островского
«Суд идет» И. Лазутина
«Поздняя любовь» А.Н. Островского
«Сохрани мою тайну» В. Собко
«Тайна светящегося камня» Л. Устинова
«Семья Плахова» В. Шаврина
«Старик» М. Горького
«День отдыха» В. Катаева
«Фиктивный брак» И. Шур
«Человек с белой гвоздикой» В. Гусева
«А жизни нет конца» В. Любимовой
«Закон природы» Н. Винникова
«Возмездие» Л. Кручковского
«Фауст» И.В. Гете
«Дом под солнцем» Т. Яна